# Chone (djur)
Chone är ett släkte av ringmaskar som beskrevs av Henrik Nikolai Krøyer 1856. Enligt Catalogue of Life ingår Chone i familjen Sabellidae, men enligt Dyntaxa är tillhörigheten istället familjen Sabellariidae.

## Dottertaxa tillChone, i alfabetisk ordning[1][2]
- Chone acustica
- Chone albocincta
- Chone americanus
- Chone arenicola
- Chone aurantiaca
- Chone australiensis
- Chone bimaculata
- Chone cincta
- Chone collaris
- Chone costulata
- Chone duneri
- Chone ecaudata
- Chone fauveli
- Chone filicaudata
- Chone gracilis
- Chone heterochaeta
- Chone infundibuliformis
- Chone letterstedti
- Chone longiseta
- Chone longocirrata
- Chone magna
- Chone minuta
- Chone mollis
- Chone murmanica
- Chone normani
- Chone paracincta
- Chone paucibranchiata
- Chone perseyi
- Chone princei
- Chone reayi
- Chone rosea
- Chone striata
- Chone trilobata
- Chone veleronis